# خاتون‌بلاغ
خاتون‌بلاغ (به لاتین: Xatınbulaq) یک منطقهٔ مسکونی در جمهوری آرتساخ است که در استان هادروت واقع شده‌است.